# Vicente do Rosayro
Vicente do Rosayro CO (ur. 1770 w Raia, zm. 29 kwietnia 1842) – duchowny rzymskokatolicki, oratorianin, misjonarz, wikariusz apostolski Cejlonu i pierwszy biskup rezydujący na tej wyspie.

## Biografia
Urodził się na terenie Indii. Był pochodzenia europejskiego. W 1795 otrzymał święcenia prezbiteriatu i został kapłanem Kongregacji Oratorium św. Filipa Neri.
3 grudnia 1834 papież Grzegorz XVI wydzielił Cejlon ze struktur kościelnych Kościoła indyjskiego i utworzył na jego terenie osobny wikariat apostolski. Kandydat na jego pierwszego ordynariusza, o. Francisco Xavier CO, w chwili otrzymania nominacji już nie żył, o czym nie było wiadomo w Rzymie.
23 grudnia 1836 papież mianował o. do Rosayro kolejnym wikariuszem apostolskim Cejlonu oraz biskupem in partibus infidelium thaumacuskim. 9 grudnia 1838 w Indiach przyjął sakrę biskupią z rąk wikariusza apostolskiego Werapoly Francesco Saverio Pescetto OCD.
14 stycznia 1838 odbył ingres w kościele św. Łucji w Kotahenie. Urząd sprawował do śmierci 29 kwietnia 1842. W czasie jego pontyfikatu głównym problemem był brak wystarczającej liczby kapłanów na Cejlonie.